# Louis Notari
Louis Notari (Monaco, 2 ottobre 1879 – Principato di Monaco, 3 settembre 1961) è stato uno scrittore, poeta e politico monegasco.

## Biografia
Nato a Monaco, studiò al Collège Saint Charles, attuale sede del municipio monegasco e poi al Politecnico di Torino per diventare ingegnere. Nel 1911 venne nominato direttore dei lavori pubblici da Alberto I, carica che manterrà fino al 1943; tra i suoi progetti si segnala quello del Giardino esotico di Monaco.
Consigliere comunale di Monaco dal 1946 al 1955, venne poi nominato consigliere di stato (cioè ministro) da Luigi II. Ranieri III di Monaco lo creò grand'ufficiale dell'Ordine di San Carlo.
Louis Notari usò nelle sue opere il francese, il monegasco e l'italiano. Per il principe scrisse il testo in monegasco dell'inno nazionale ed è considerato il primo scrittore in monegasco, lingua che sino ad allora si era perpetuata per sola tradizione orale.
A Notari è intitolata la biblioteca nazionale del Principato.

## Opere
- (LIJ, FR) Santa Devota: légende rimée en Monégasque avec la traduction littérale française et quelques notes sur des traditions monégasques, Monte-Carlo, Imprimerie Monégasque, 1927.
- Bülüghe munegasche (1941)
- Quelques notes sur les traditions de Monaco (1960).